# 1912年夏季奧林匹克運動會摔跤比賽
1912年夏季奥林匹克运动会摔跤比赛共设立五个小项，全为男子古典式。次重量级比赛进行9小时后宣布平局，二人各获一枚银牌。

## 奖牌得主
| 项目     | 金牌                        | 银牌                                | 铜牌                               |
| 次轻量级 | 卡洛·科斯凯洛 · 芬兰（FIN） | 格奥尔格·格斯特克 · 德国（GER）     | 奥托·拉萨宁 · 芬兰（FIN）          |
| 轻量级   | 埃米尔·韦雷 · 芬兰（FIN）   | 古斯塔夫·马尔姆斯特伦 · 瑞典（SWE） | 埃德温·马蒂亚松 · 瑞典（SWE）      |
| 中量级   | 克拉斯·约翰松 · 瑞典（SWE） | Martin Klein · 俄罗斯帝国（RU1）    | 阿尔弗雷德·阿西凯宁 · 芬兰（FIN）  |
| 次重量级 | 无                          | 安德斯·阿尔格伦 · 瑞典（SWE）       | 沃尔高·贝洛 · 匈牙利（HUN）        |
| 次重量级 | 无                          | Ivar Böhling · 芬兰（FIN）          | 沃尔高·贝洛 · 匈牙利（HUN）        |
| 重量级   | 于尔约·萨雷拉 · 芬兰（FIN） | 约翰·奥林 · 芬兰（FIN）             | Søren Marinus Jensen · 丹麦（DEN） |

## 参赛国家和地区
本赛共有来自18个国家和地区的170名运动员参加：
- 奥地利（8）
- 比利时（1）
- 波希米亚（4）
- 丹麦（9）
- 芬兰（37）
- 法国（6）
- 德国（14）
- 英国（12）
- 希腊（1）
- 匈牙利（10）
- 冰岛（1）
- 意大利（6）
- 荷兰（3）
- 挪威（9）
- 葡萄牙（2）
- 俄罗斯帝国（11）
- 瑞典（34）
- 美国（2）

## 奖牌榜
| 排名                     | 国家 / 地区              | 金牌 | 銀牌 | 銅牌 | 总计 |
| ------------------------ | ------------------------ | ---- | ---- | ---- | ---- |
| 1                        | 芬兰（FIN）              | 3    | 2    | 2    | 7    |
| 2                        | 瑞典（SWE）              | 1    | 2    | 1    | 4    |
| 3                        | 德国（GER）              | 0    | 1    | 0    | 1    |
| 3                        | 俄罗斯帝国（RU1）        | 0    | 1    | 0    | 1    |
| 5                        | 丹麦（DEN）              | 0    | 0    | 1    | 1    |
| 5                        | 匈牙利（HUN）            | 0    | 0    | 1    | 1    |
| 总计（共6个国家 / 地区） | 总计（共6个国家 / 地区） | 4    | 6    | 5    | 15   |